# Kościół Wniebowzięcia Najświętszej Maryi Panny w Sławnie
Kościół pod wezwaniem Wniebowzięcia Najświętszej Maryi Panny w Sławnie, wcześniej pod wezwaniem Panny Marii i św. Jana Chrzciciela – gotycki kościół jest największą budowlą w Sławnie. Obecnie obiekt jest użytkowany. Zarządza nim parafia katolicka pw. WNMP.

## Historia
Ufundowany w latach 1326–1364 przez księżnę Zofię, żonę Barnima IV. W okresie powstania świątyni patronat nad nią sprawowali Joannici. Wyposażanie świątyni trwało do II połowy XV wieku. Perłą był ołtarz renesansowy, który nie przetrwał okresu II wojny światowej.
Od XVI wieku kościół był świątynią protestancką i wrócił w ręce katolików po II wojnie światowej. Po wejściu wojsk radzieckich do Sławna, 7 marca 1945 roku, kościół został zniszczony.
Zakon franciszkanów sprawujący opiekę nad świątynią rozpoczął jego odbudowę, która trwała do końca lat 50. XX wieku. Podczas odbudowy kościoła o. Rafał Rogatti stworzył tryptyk o tematyce maryjnej. Stacje drogi krzyżowej wykonał A. Trzeszkowski. 

## Architektura
Kościół założony został na planie prostokąta, z wysuniętym prezbiterium. W późniejszym czasie dobudowano kaplicę i zakrystię, tworząc łącznie formę wieńca, co jest charakterystyczne dla gotyku. 
Główna wieża świątyni przykryta jest dachem czterospadowym. Dach przybudówki północnej jest rozczłonkowany i składa się z trzech ostrołukowych całości. Portale od zachodu i południa składają się z pięciu obramowań ostrołukowych, ułożonych schodkowo ze specjalnie profilowanej cegły. 
Fasada świątyni składa się z kilku elementów. Zróżnicowanie kolorystyczne wprowadza fundament ze szwedzkiego granitu, a czerwień ceglanego gotyku urozmaica czarny motyw ze specjalnie palonej cegły. Wieżę obiega ostrołukowy fryz, natomiast misterny ornament biegnący pod dachem bazyliki ma znak krzyża. Głównym motywem dekoracyjnym wieży są blendy, których obramowanie stanowi profilowana cegła. 

## Wyposażenie
Wyposażenie kościoła jest skromne; ołtarz główny – tryptyk, płaskorzeźby – stacje drogi krzyżowej, ambona (lata 50. XX w.), osiemnastowieczna chrzcielnica, misa chrzcielna z XVI wieku, współczesne tablice memoratywne i organy, trzy dzwony żeliwne z lat 20. XX wieku, obraz olejny „Obrzezanie“ z XVIII wieku. Przed kościołem Mariackim znajdziemy także pracę wykonaną przez Zygmunta Wujka – pomnik Prymasa Tysiąclecia kard. Stefana Wyszyńskiego.